# جمال پاشا
احمد جمال پاشا (ترکی عثمانی: احمد جمال پاشا؛ ۶ مهٔ ۱۸۷۲ – ۲۱ ژوئیهٔ ۱۹۲۲) فرمانده نیروی دریایی امپراتوری عثمانی و فرمانروای شامات (سوریه و لبنان) در آغاز شورش اعراب در زمان جنگ جهانی اول بود. وی همچنین شهردار استانبول بود. وی با همراهی اسماعیل انور و طلعت پاشا ائتلاف سه پاشا را تشکیل دادند و ضد نظام پادشاهی کودتایی نمودند و قدرت را از ۱۹۱۳م تا پایان جنگ جهانی اول در دست داشتند. وی متهم به نقش داشتن در نسل‌کشی ارمنی‌ها، نسل‌کشی آشوری‌ها و نسل‌کشی یونانیان بود. وی در ۱۳ سپتامبر ۱۹۲۲   به دست «پطروس تر-بوغوسیان» و «آراتاشس گئورگیان» در حالیکه توسط دو نفر از محافظین مسلح همراهی می‌شد در کوی پطرکبیر شهر تفلیس ترور شد.

## جستارهای
- نسل‌کشی ارمنی‌ها
- نسل‌کشی آشوری‌ها
- نسل‌کشی یونانیان
- عملیات نمسیس